# Ulaia binte Almadi
Ulaia binte Almadi (em árabe: عُلَيّة بنت المهدي; romaniz.: ʿUlayya bint al-Mahdī; 777-825) foi uma princesa abássida, filha do califa Almadi (r. 775–785) com a concubina Maquenuna, que notabilizou-se na corte por suas atividades como poetisa e música. Casou-se com um parente seu, Muça ibne Issa. As fontes que a mencionam, especialmente o Livro das Canções do século X, a tratam de forma elogiosa por sua posição na corte de Baguedade.

## Vida

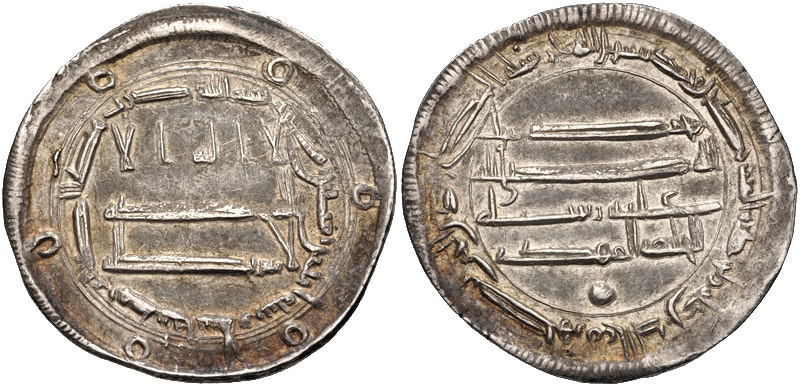
Dirrã de Almadi r.

Ulaia foi uma das filhas do terceiro califa abássida Almadi (r. 775–785). Sua mãe era cantora e concubina chamada Maquenuna. Ulaia era uma princesa e, como seu meio-irmão Ibraim (779–839), música e poetisa notável. Tem sido afirmado que superou seu irmão em habilidades e embora 'não seja a única princesa conhecida por ter composto poesia e canções', ainda assim '[era] a mais talentosa'. “Muito de sua poesia consiste em pequenas peças destinadas a serem cantadas; no estilo mudate, trata do amor, amizade e saudade de casa, mas também inclui elogios a Harune, o califa, a celebração do vinho e ataques violentos aos inimigos.
A principal fonte sobre sua vida é o Livro das Canções do século X, de Abu Alfaraje de Ispaã. Esta e outras fontes tendem a retratá-la como uma mulher realizada que poderia facilmente se manter na sociedade cortesã, mas que tendia a se esquivar de um papel muito importante na vida pública. Era rica e claramente possuía escravas, e tinha relacionamento íntimo com seus irmãos poderosos; apesar de haver poucas evidências de sua comunhão com estudiosos religiosos, 'vários relatórios no tarajim de Ulaia referem-se à sua piedade e adesão às obrigações rituais. Era casada com o príncipe abássida Muça ibne Issa, que era sobrinho neto de Açafá (r. 750–754) e Almançor (r. 754–775), mas ‘poemas de amor dela dirigidos a dois escravos foram preservados’.